# Porutschik
Porutschik, deutsch Leutnant (tschechisch poručík, russisch поручик, polnisch porucznik), ist im slawischen Sprachraum ein Offiziersdienstgrad aus der Gruppe der Leutnants.
In der russischen Armee wurde der Dienstgrad Mitte des 17. Jahrhunderts in den Regimentern mit neuer Struktur eingeführt. Ein Porutschik war in der Regel Gehilfe des Kompaniechefs, später Zugführer. 1798 wurde der Dienstgrad in Gardeeinheiten durch Leutnant ersetzt, andere Einheiten folgten später. Gemäß NATO-Rangcode wäre der Porutschik gegenwärtig mit der Einstufung OF-1 durchaus vergleichbar.
| Niedrigerer Rang: Podporutschik | Porutschik (Leutnant) | Höherer Rang: Stabskapitän |

Siehe dazu auch:

## Namensursprung
Der Name des Dienstgrades ist auf das russische Wort „порука“ (Bürgschaft) zurückzuführen. Anfangs hatte der Porutschik kommandierte Soldaten zu begleiten. Er bürgte schriftlich dafür, dass die Soldaten vollzählig und pünktlich an der befohlenen Stelle ankamen. Aus dieser Aufgabe entwickelte sich später der Dienstgrad.

## Rangbezeichnungen in einigen Ländern
In den nachstehenden Ländern sind die Schreibweisen für die Ränge Podporutschik, Porutschik und Nadporutschik bis hin zur Einordnung in das Ranggefüge nahezu gleich oder zumindest sehr ähnlich.
Eine mögliche aufsteigende Rangfolge wäre:
- Podporutschik (Unterporutschik/Leutnant)
- Porutschik (Leutnant/Oberleutnant)
- Nadporutschik (Oberporutschik/Oberleutnant)
- Hauptmann (OF-2)

| Porutschikränge in verschiedenen Länder       | Porutschikränge in verschiedenen Länder | Porutschikränge in verschiedenen Länder | Porutschikränge in verschiedenen Länder                             | Porutschikränge in verschiedenen Länder | Porutschikränge in verschiedenen Länder                    |
| Land                                          | Sprache                                 | NATO Rang OF-1b (junior)                | NATO Rang OF-1b (junior)                                            | NATO Rang OF-1a (senior)                | NATO Rang OF-1a (senior)                                   |
| --------------------------------------------- | --------------------------------------- | --------------------------------------- | ------------------------------------------------------------------- | --------------------------------------- | ---------------------------------------------------------- |
| Land                                          | Sprache                                 | Rang                                    | Bezeichnung                                                         | Rang                                    | Bezeichnung                                                |
| Kroatien                                      | kroatisch                               |                                         | Poručnik                                                            |                                         | Natporučnik                                                |
| Mazedonien                                    | mazedonisch                             |                                         | Подпоручник (Podporucznik)                                          |                                         | Поручник (Porucznik)                                       |
| Polen                                         | polnisch                                |                                         | Mützenabzeichen - Podporucznik (Heer) - Podporucznik (Luftwaffe)    |                                         | Mützenabzeichen - Porucznik (Heer) - Porucznik (Luftwaffe) |
| Russland (bis 1917)                           | russisch                                |                                         | Подпоручик (Podporutschik)                                          |                                         | Поручик (Porutschik)                                       |
| Serbien                                       | serbisch                                |                                         | - Потпоручник (Heer) - Потпоручник (LV) - Потпоручник (Flussflotte) |                                         | - Поручник (Heer) - Поручник (LV) - Поручник (Flussflotte) |
| Slowakei                                      | slowakisch                              |                                         | Poručík                                                             |                                         | Nadporučík                                                 |
| Slowenien                                     | slowenisch                              |                                         | Poročnik                                                            |                                         | Nadporočnik                                                |
| Tschechien                                    | tschechisch                             |                                         | Poručík (zusätzlich bis 2011 Podporuchik OF1c)                      |                                         | Nadporučík                                                 |
| Ukraine (Ukrainische Volksrepublik, bis 1921) | ukrainisch                              |                                         | Підпоручник                                                         |                                         | Підпоручник                                                |
|                                               |                                         |                                         |                                                                     |                                         |                                                            |
| Äquivalent Deutschland                        | Äquivalent Deutschland                  |                                         | Leutnant - Heer (Bundeswehr) - Luftwaffe (Bundeswehr)               |                                         | Oberleutnant - Heer (Bundeswehr) - Luftwaffe (Bundeswehr)  |
| Äquivalent Vereinigte Staaten                 | Äquivalent Vereinigte Staaten           |                                         | Second Lieutenant                                                   |                                         | First lieutenant                                           |

Anmerkung
In den Streitkräften Mazedoniens, Polens und Serbiens ist der Unterporutschik Äquivalent zu den OF1b-Rängen Leutnant/Second lieutenant/Lieutenent.